# Pálfalvy Attila
Pálfalvy Attila (1978. augusztus 31. –) magyar színész, énekes.

## Életpályája
1978-ban született. Zenei általános iskolában tanult, autodidakta módon tanult hangszereken. Tagja volt a Budapesti Ifjúsági Kórusnak. 2002-ben végzett az Eötvös Loránd Tudományegyetemen, a Kínai–Magyar Általános Iskola alapító tagja és tanára. Színészi pályáját a Gödöllői Fiatal Művészek Egyesületénél kezdte. 2005 januárjától a Budapesti Operettszínházban játszik. Zeneszerzéssel és hangszereléssel is foglalkozik.
2022. óta énekesként működik közre a Hauber Zsolt X Bonanza Banzai nevű formációban, ezzel a zenekarral régi Bonanza Banzai dalokat adnak elő.

## Filmes és televíziós szerepei
- Hamlet (Horatio)
- Valahol Európában (Tanító)
- Álarcosbál (Boros Endre)
- Mozart! (Leopold Mozart)
- Rómeó és Júlia (Lőrinc barát)
- A Szépség és a Szörnyeteg (D’Arque)
- Menyasszonytánc (Rabbi)
- Rudolf (Lónyai Ferenc)
- Elisabeth (Max)
- Abigél (Vitay Tábornok)
- Rebecca (Frank Crawley)
- Elfújta a szél (Dr.Meade, Gerald O'Hara)
- Ördögölõ Józsiás (Fanfarus)
- Isten pénze (Bob Cratchit)
- Mária főhadnagy (Biccentő)
- Fame (Mr. Sheinkopf)
- Virágot Algernonnak (Frank)
- Marie Antoinette (Boehmer)
- Hegedűs a háztetőn (Lejzer Wolf, kocsmáros)
- János vitéz (Csősz)
- Jekyll és Hide (Sir Denvers Carew)
- La Mancha lovagja (Kormányzó / Fogadós)
- Szegény Dzsoni és Árnika (Östör király)
- Nine (Guido apja / Fausto)
- István, a király (Solt)
- Apácashow (Ernie Williams / bandatag)
- A kék madár (Kenyér)
- Luxemburg grófja (Lord Worchester)
- Lady Budapest (Herr Kretschmer)

## Televíziós szerepei
- Hacktion: Újratöltve (2013) ...Hentes
- Gólkirályság (2023) ...Bundázó